# 蘇丹四號
蘇丹四號（英語：Sudan IV）是一種偶氮染色劑，化學式為C24H20N4O，常用於凍結石蠟切片的脂質和脂蛋白的染色。
蘇丹一號、三號和四號被國際癌癥研究機構認定為3級致癌物質。
蘇丹四號的精煉形式稱作Biebrich scarlet R，因此易於Biebrich scarlet混淆。工業上常用於油、蠟等非極性物質的染色。在英國也用作染料，并因此得名Oil Tax Red。

## 外部連結
- Stains File